# Bibbona
Bibbona är en ort och kommun i provinsen Livorno i regionen Toscana i Italien. Kommunen hade 3 249 invånare (2018).